# Gandragolipura, Dod Ballapur
Gandragolipura là một làng thuộc tehsil Dod Ballapur, huyện Bangalore Rural, bang Karnataka, Ấn Độ.